# Đoàn thể

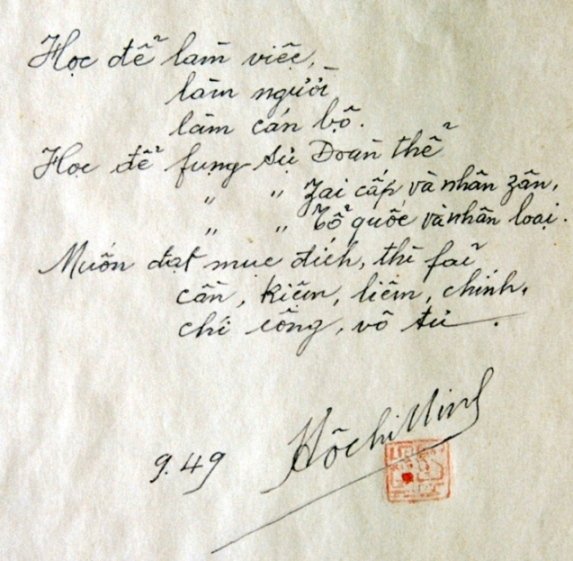
Chủ tịch Hồ Chí Minh nhắc đến hai chữ "Đoàn thể" trong bút tích để lại ở Trường Nguyễn Ái Quốc Trung ương, tháng 9 năm 1949

Đoàn thể (tiếng Anh: corporation) là một tổ chức, thường là một nhóm người, một tổ chức quần chúng (VD như đoàn thanh niên, công đoàn, mặt trận) hoặc một cơ quan, đơn vị được ủy quyền hoạt động như một thực thể duy nhất (về pháp lý tương đương một người) và được công nhận như vậy trong pháp luật. Các thực thể hợp nhất sớm được thành lập theo hiến chương (tức là bằng một đạo luật ad hoc được cấp bởi một quốc vương hoặc được thông qua bởi một quốc hội hoặc cơ quan lập pháp). Hầu hết các khu vực pháp lý hiện nay cho phép thành lập các tập đoàn mới thông qua đăng ký. Các công ty được hưởng trách nhiệm hữu hạn đối với các nhà đầu tư của họ, điều này có thể dẫn đến các khoản lỗ được đưa ra ngoài từ các nhà đầu tư đến chính phủ hoặc công chúng, trong khi các khoản lỗ cho các nhà đầu tư thường bị giới hạn ở mức đầu tư.
Các công ty có nhiều loại khác nhau nhưng thường được chia theo luật của khu vực tài phán nơi họ được điều lệ thành hai loại: bằng cách họ có thể phát hành cổ phiếu hay không, hoặc liệu chúng có được hình thành để kiếm lợi nhuận hay không. Tổng công ty có thể được chia theo số lượng chủ sở hữu: tổng công ty hoặc công ty đơn. Chủ đề của bài viết này là một tổng công ty. Một công ty đơn là một thực thể pháp lý bao gồm một văn phòng công ty đơn ("duy nhất"), do một thể nhân đơn ("duy nhất") chiếm hữu.